# Det Europæiske Universitet i Sankt Petersborg
Det Europæiske Universitet i Sankt Petersborg (russisk: Европейский университет в Санкт-Петербурге) er et uafhængigt, ikke-statsligt universitet grundlagt i 1994 i den russiske by Skt. Petersborg.
Universitetet udbyder BA- og MA-uddannelser i økonomi, etnologi, historie, statskundskab og sociologi. Universitetet er det eneste i Rusland, der tilbyder en engelsk-sproget MA-uddannelse i Ruslandsstudier (IMARS).
Universitet finanseres af private fonde herunder Ford Foundation, MacArthur Foundation og Soros Foundation.
I 2007 modtog universitet midler fra Europa-Kommissionen til et projekt til forbedring af valgobservation i Rusland. Projektet blev lukket 31. januar 2007 efter pres fra de russiske myndigheder. 

## Midlertidig lukning af EUSP
- 8. februar 2008 beordrede Dzerzjinskij-retten i Skt. Petersborg øjeblikkelig lukning af universitetet for brud på brandregulativerne. [2]

- 18. februar 2008 stadfæstede Dzerzjinskij-retten afgørelsen og besluttede at opretholde lukningen i 90 dage eller indtil alle overtrædelser af brandregulativerne er bragt i orden.

- 22. februar 2008 underskrev universitetet en kontrakt med "Institut for Økononi og Finans" om leje af lokaler.

- 26. februar 2008 modtog rektor på universitetet et officielt brev fra Kommitteen for videregående uddannelser i Skt. Petersborg dateret 21. februar. Ifølge brevet fratages universitetet sin undervisningslicens, med den begrundelse af licensen er bundet til universitetet egen bygning.

Samme dag ansøgte rektor om en ny licens for at kunne fortsætte undervisningen i lejede lokaler. Personalet på universitet kan ikke modtage løn så længe lukningen er en realitet.
Universitet blev genåbnet i marts 2008.

## Fodnoter
1. ↑  "St. Petersburg European University Closed for Training Observers – Kommersant Moscow". Arkiveret fra originalen 15. februar 2008. Hentet 28. februar 2008.
2. ↑  "Европейский Университет в Санкт-Петербурге – Официальные комментарии по поводу ситуации в ЕУСПб". Arkiveret fra originalen 29. februar 2008. Hentet 28. februar 2008.